# Zapping
Zapping (Inicialmente llamado Zapping TV), es una empresa chilena de servicio de cableoperador por internet (IPTV), siendo el primero de su tipo en Latinoamérica, con más de 150 canales externos, además de señales propias como Zapping Music (videoclips musicales), Zapping Sports (eventos deportivos) y Zapping Channel (visualización de diferentes puntos del país vía cámaras online).

## Historia
La empresa nació el 11 de diciembre de 2017, reemplazando a la aplicación de sintonización de televisión y radios online llamado El Telón, que fue cerrado por motivos legales. El servicio estuvo operativo inicialmente de forma exclusiva para el territorio chileno.
En octubre de 2022, Zapping adquirió la empresa brasileña Guigo TV, ingresando a dicho país. El 28 de agosto de 2023, Zapping anunció su llegada a Perú; las cuentas de Twitter e Instagram fueron creadas en julio del mismo año, y el 23 de marzo de 2023 fue registrada la marca en el Instituto Nacional de Defensa de la Competencia y de la Protección de la Propiedad Intelectual (Indecopi).
El 11 de mayo de 2024 Zapping emitió de forma exclusiva para Chile, Brasil y Perú la final del Festival de la Canción de Eurovisión realizado ese año. Al año siguiente emitió nuevamente el Festival de la Canción de Eurovisión, incluyendo ambas semifinales.
El 24 de julio de 2024, Zapping hace el lanzamiento oficial de la plataforma a Ecuador para transmitir la LigaPro tanto la Serie A como la Serie B dentro del territorio ecuatoriano bajo la marca Zapping Sports, tras un acuerdo comercial con la empresa oficial de los derechos televisivos del torneo, Xtrim. Además de eso, ofrece a los suscriptores planes de televisión pagada en modalidad IPTV proporcionado por la misma Xtrim.
En 2025 Zapping Hará su lanzamiento oficial para Colombia.

## Disponibilidad
La aplicación está disponible en diferentes plataformas como Android, iOS, iPad OS, Apple TV, Chromecast, Android TV (Google TV), AOC), WebOS (LG), Tizen OS (Samsung Smart TV), Roku, Vidaa (Hisense), Amazon Fire TV, y navegadores web (Chrome, Edge, Opera, Firefox, y similares)